# Paolo Brambilla
Paolo Brambilla (Milano, 1787 – Milano, 1838) è stato un compositore italiano.

## Biografia
Paolo Brambilla appartenne ad una famiglia di compositori, musicisti e cantanti.
Si formò musicalmente al Conservatorio di San Pietro a Majella a Napoli.
Durante la sua carriera realizzò opere comiche, quali Il barone burlato, L'apparenza inganna, L'idolo birmano, il Carnevale di Venezia,, romanze, ariette e balletti.
Per quanto riguarda la sua vita privata, ebbe tre figlie e due figli, tutti cantanti: Amalia (-1880), celebre soprano leggero, attiva sia nel genere drammatico sia nel comico, distinguendosi soprattutto nella Lucia e nella Norma, che sposò il tenore, apprezzato per le sue esibizioni nell'opera buffa, Giovan Battista Verger, fu madre del baritono N. Verger, poi si sposò, una seconda volta, con il conte Alessandro Lucchesi e  morì a Castellammare di Stabia nel 1880; Emilia, Erminia, Annibale e Ulisse.

## Opere
- Il barone burlato;
- L'apparenza inganna;
- L'idolo birmano;
- Carnevale di Venezia.